# Антоніо Пуерта
Анто́ніо Хосе́ Пуе́рта Пе́рес (ісп. Antonio José Puerta Pérez; *26 листопада 1984, Севілья — †28 серпня 2007, Севілья) — іспанський футболіст, півзахисник. Помер у шпиталі після серцевого нападу під час гри першого туру іспанської прем'єр-ліги між командами «Севілья» і «Хетафе».

## Кар'єра
Дебютував в Прімері 24 березня 2004 в матчі проти «Малаги». Пуерту один раз викликали до збірної Іспанії, за яку той узяв участь 7 жовтня 2006 в міжнародному матчі проти Швеції (кваліфікація до Євро-2008). У 2006 і 2007 переможець кубку УЄФА, разом із ФК «Севілія», також є володар Кубка Іспанії — 2007 (Copa del Rey), суперкубка УЄФА — 2007, суперкубка Іспанії — 2007.

## Смерть
Через 30 хвилин після початку першої гри сезону 2007/08 в іспанській Прімері 25 серпня 2007 проти ФК «Хетафе» Пуерта зазнав серцевого нападу. Його відразу ж замінили на полі, лікарі повернули його до свідомості, але в роздягальні йому знову стало зле. Загалом лікарі п'ять разів приводили футболіста до тями, каретою швидкої допомоги його було доставлено до центральної лікарні міста, де його під'єднали до апарата штучного дихання. Втім через три доби після гри його стан знову раптово погіршився, і, не приходячи до тями, 28 серпня футболіст помер. Лікарі під час шпиталізації поставили діагноз — недостатій приток кисню до мозку, зумовлений раптовими зупинками серця. 
У Пуерти залишилася вагітна дружина, яка 22 жовтня 2007 народила сина — Айтора Осіо. Згідно з рішенням клубу, футболку з номером 16, який належав Антоніо Пуерті, може взяти лише його син. Але іспанська федерація вимагала, щоб команда використала всі номери з 1 до 25, тому цей номер було передано другові Пуерти Давіду Прієто.

## Титули і досягнення
- Переможець Середземноморських ігор: 2005
- Володар кубка Іспанії з футболу (1):

«Севілья»: 2006-07
- Володар Суперкубка Іспанії з футболу (1):

«Севілья»: 2007
- Володар Кубка УЄФА (3):

«Севілья»: 2005-06, 2006-07
- Володар Суперкубка УЄФА (1):

«Севілья»: 2006